# رونالدو كونسيساو
رونالدو كونسيساو (بالبرتغالية: Ronaldo Conceição‏) هو لاعب كرة قدم برازيلي في مركزي قلب الدفاع والدفاع، ولد في 3 أبريل 1987 في Capão da Canoa ‏ في البرازيل. لعب مع التانك سيلي وريفر بليت ونادي إنترناسيونال ونادي ساو كايتانو وناسيونال مونتيفيديو.

## وصلات خارجية
- رونالدو كونسيساو على موقع قاعدة بيانات كرة القدم.إي يو (الإنجليزية)
- رونالدو كونسيساو على موقع Soccerway.com (الإنجليزية)